# Necunoscuta de la Wildfell Hall
Necunoscuta de la Wildfell Hall este un roman scris de Anne Brontë. A fost publicat prima dată în iunie 1848, la Londra, de Thomas Cautley Newby, sub pseudonimul „Acton Bell”; Necunoscuta de la Wildfell Hall fiind al doilea roman publicat al acestei scriitoare.

## Personaje
- Helen Graham
- Arthur Huntingdon
- Gilbert Markham
- Master Arthur Huntingdon
- Domnul Maxwell
- Peggy Maxwell
- Frederick Lawrence
- Annabella Wilmot, Lady Lowborough
- Lord Lowborough
- Ralf Hattersley
- Domnul Grimsby
- Fergus Markham
- Rose Markham
- Doamna Markham
- Jane Wilson
- Richard Wilson
- Robert Wilson
- Doamna Wilson
- Eliza Millward
- Mary Millward
- Michael Millward
- Walter Hargrave
- Milicent Hargrave
- Esther Hargrave
- Doamna Hargrave
- Domnul Boarham
- Domnul Wilmot
- Rachel
- Alice Myers
- Benson
- Jack Halford

## Adaptări
- Necunoscuta de la Wildfell Hall (film din 1968)
- Necunoscuta de la Wildfell Hall (film din 1996)

## Traduceri în limba română
- Necunoscuta de la Wildfell Hall (Ed. Eminescu, București, 1974) - traducere de Andrei Bantaș.
- Necunoscuta de la Wildfell Hall (Ed. Capitoliul, București, 1994) - traducere de Andrei Bantaș.
- Necunoscuta de la Wildfell Hall (Ed. Orizonturi Lider, București, 2000) - traducere de Andrei Bantaș.
- Necunoscuta de la Wildfell Hall (Ed. Lira, București, 2012) - traducere de Andrei Bantaș.